# Poultney, Vermont
Poultney, Vermont (енгл. Poultney) град је у америчкој савезној држави Вермонт.

## Демографија
По попису из 2010. године број становника је 1.612, што је 37 (2,3%) становника више него 2000. године.
| Група             | 2000.         | 2010.         |
| Белци             | 1.499 (95,2%) | 1.502 (93,2%) |
| Афроамериканци    | 19 (1,2%)     | 35 (2,2%)     |
| Азијати           | 28 (1,8%)     | 17 (1,1%)     |
| Хиспаноамериканци | 11 (0,7%)     | 36 (2,2%)     |
| Укупно            | 1.575         | 1.612         |